# Élections européennes de 2009 à Malte
L'élection européenne de 2009 à Malte pourvoyait au remplacement des députés de la délégation maltaise au Parlement européen. Elles s'est déroulée le samedi 6 juin 2009, le même jour que les élections de conseil dans certaines localités.
Ce fut la deuxième élection européenne à Malte, la dernière s'étant déroulée en 2004. À côté d'un record d'abstention dans l'île, le parti travailliste maltais a remporté pas moins de quatre des six sièges en jeu.

## Élections
Malte utilise la méthode du scrutin à vote unique transférable pour désigner ses députés au Parlement européen.
Le traité de Lisbonne n'étant pas entré en vigueur avant l'élection, Malte ne savait pas combien de députés allaient finalement siéger : en effet, selon la nouvelle répartition corrigeant celle du traité de Nice, tout membre de l'Union doit avoir un minimum de six députés au sein du Parlement, et non cinq.
Cinq candidats furent élus députés, alors qu'un sixième fut désigné comme observateur en attendant l'entrée en vigueur du traité de Lisbonne qui a finalement eu lieu en décembre.
|       | ! 1979 | 1984 | 1989 | 1994 | 1999 | 2004   | 2009  |
| ----- | ------ | ---- | ---- | ---- | ---- | ------ | ----- |
| Malte | .      | .    | .    | .    | .    | 5      | 6     |
| Total | 410    | 518  | 518  | 518  | 567  | 626    | 750   |
| %     | .      | .    | .    | .    | .    | 0,79 % | 0,8 % |

Malte a le plus fort taux de participation au monde pour un vote non-obligatoire (sinon, deuxième derrière l'Australie qui rend le vote obligatoire) lors de ses élections nationales. En 2004, 82,3 % des 304 283 îliens inscrits avaient voté ; même si ce taux est très faible par rapport aux élections nationales (toujours plus de 93 % depuis 1976), ce fut le troisième meilleur taux de participation de l'Europe des Vingt-Cinq - derrière Belgique et Luxembourg qui ont un système électoral qui rend le vote obligatoire.
| 1979 | 1984 | 1989 | 1994 | 1999 | 2004   | 2009   |
| ---- | ---- | ---- | ---- | ---- | ------ | ------ |
| .    | .    | .    | .    | .    | 82,3 % | 78,8 % |

## Composition 2004
À la suite des élections de 2004, les cinq députés du Parlement européen élus pour la circonscription nationale de Malte étaient répartis comme suit (scrutin à vote unique transférable) :
|  | Député               | Parti                                              | Affiliation               |
|  | -------------------- | -------------------------------------------------- | ------------------------- |
|  | John Attard-Montalto | Parti travailliste (Partit Laburista) 3 sièges     | Parti socialiste européen |
|  | Louis Grech          | Parti travailliste (Partit Laburista) 3 sièges     | Parti socialiste européen |
|  | Joseph Muscat        | Parti travailliste (Partit Laburista) 3 sièges     | Parti socialiste européen |
|  | Simon Busuttil       | Parti nationaliste (Partit Nazzjonalista) 2 sièges | Parti populaire européen  |
|  | David Casa           | Parti nationaliste (Partit Nazzjonalista) 2 sièges | Parti populaire européen  |

## Candidats
- Alternattiva Demokratika - AD - (Alternative démocratique)
  - Arnold Cassola - candidat en 2004 dans la même formation
  - Yvonne Ebejer Arqueros

- Alleanza Liberali - AL - (Alliance libérale)
  - John Zammit - candidat en 2004 avec le Parti Alpha

- Alpha Partit Demokratiku Liberali - APDL - (Parti Alpha démocratique libéral)
  - Emmy Bezzina - candidat en 2004 dans la même formation

- Azzjoni Nazzjonali - AN - (Action nationale)
  - Josie Muscat
  - Malcolm Seychell
  - John Spiteri

- Imperium Europa - IE - (Europe Empire)
  - Norman Lowell - candidat en 2004 dans la même formation
  - Reuben Attard

- K.U.L. Ewropa - (KULE)
  - Cecil Herbert Jones - candidat en 2004 dans la même formation

- Libertas Malta - (LM)
  - Mary Gauci

- Partit tal-Ajkla] - PA - (Parti de l'Aigle)
  - Nazzareno Bonnici - candidat en 2004 comme indépendant

- Partit Laburista - PL - (Parti travailliste)
  - Claudette Abela Baldacchino
  - John Attard-Montalto - député sortant
  - Glenn Bedingfield - candidat en 2004 dans la même formation
  - Steve Borg
  - Maria Camilleri
  - Joseph Cuschieri
  - Sharon Ellul Bonic
  - Louis Grech - député sortant
  - Kirill Micallef Stafrace
  - Marlene Mizzi
  - Edward Scicluna
  - Christian Zammit

- Partit Nazzjonalista - PN - (Parti nationaliste)
  - Simon Busuttil - député sortant
  - David Casa - député sortant
  - Rudolph Cini
  - Alan Deidun
  - Edward Demicoli
  - Vince Farrugia
  - Roberta Metsola Tedesco Triccas - candidate en 2004 dans la même formation
  - Alex Perici Calascione
  - Frank Portelli
  - Marthese Portelli

## Dépouillement
322 411 personnes sont inscrites sur le registre électoral pour les élections au Parlement européen, mais 306 549 électeurs ont effectivement retiré leur droit de vote. Un total de 254 084 votes ont été exprimés ce qui donne un taux de participation de 78,8 %, ce taux est fortement en baisse par rapport à  2004 où il avait atteint 82,4 %.
Ce dimanche, à partir de midi, a commencé le dépouillement des votes dont les résultats devraient être connus dans la soirée. 
Le secrétaire général du Partit Nazzjonalista actuellement au pouvoir, Paul Borg Olivier, affirme vers 14 heures 30 que « le PN a seulement 40 % des voix [...] alors que le Partit Laburista a obtenu 57 % ». Jason Micallef, secrétaire général du Partit Laburista a déclaré 10 minutes plus tard que son parti « a remporté 55 % des voix un peu au-dessous de l'estimation du PN. [...] Cela représente une nette majorité d'entre 33 000 et 35 000 voix. »
En 2004, le Parti nationaliste avait obtenu 39,76 % des voix tandis que le Parti travailliste avait 48,42 %.
Les premiers dépouillements semblent donner vers 15 heures une avance, au premier décompte, à Louis Grech, député sortant et candidat travailliste, et à Simon Busuttil, aussi député sortant et candidat nationaliste. Vers 16 heures 30, il apparait qu'ils seraient suivis par Edward Scicluna, Joe Cuschieri et Marlene Mizzi, candidats travaillistes et David Casa, député sortant nationaliste et Roberta Metsola Tedesco Triccas, déjà candidate en 2004 pour le parti nationaliste. 
Dans la nuit vers 4 heures 30 du matin, Simon Busuttil, député sortant et candidat nationaliste, serait le premier candidat élu au sortir du premier décompte avec environ 68 800 voix. À 6 heures 30 commence le deuxième décompte, après confirmation de l'élection de Simon Busuttil, par la répartition de ses voix supplémentaires principalement à David Casa et Roberta Metsola Tedesco Triccas. C'est à 12 heures 30 que débute le troisième décompte avec l'élimination de Jones Cecil Herbert et à 13 heures 30 avec le quatrième décompte que Spiteri Gingell John Fredrick sont éliminés et leurs voix redistribuées. Nazareno Bonnici est éliminé au cinquième décompte qui a commencé vers 14 heures. 14 heures 30 élimination de Ruben Attard au sixième décompte puis Emmy Bezzina au septième et Seychell, Malcolm au huitième. Vers 16 heures, le neuvième décompte élimine John Zammit, Yvonne Ebejer Arqueros et Mary Gauci. Après une journée de dépouillement, le prochain décompte va maintenant faire bouger les choses puisque les candidats des deux grands partis sont en cause et vont redistribuer chaque fois entre 1 000 et 2 000 voix.
Les 1 200 voix de Steve Borg du parti travailliste ont peu modifié les positions puisqu'elles se sont réparties sur tous les autres candidats travaillistes lors du dixième décompte à 17 heures. Le onzième décompte élimine Edward Demicoli, nationaliste, répartissant ses 1 569 sur ses autres colistiers. Josie Muscat est éliminé lors du douzième décompte. À 21 heures, le treizième décompte élimine Alex Perici Calascione. Après une journée et demie de dépouillement la tension est forte dans la salle de Naxxar. Vers 23 heures, une altercation a éclaté entre les agents de dépouillement et des journalistes et cadreur de télévision. La police a dû intervenu pour calmer les esprits
Les informations télévisuelles du soir ont donné un pronostic après douze décomptes, après l'élection de Simon Busuttil, député sortant des nationalistes, devrait être élus Louis Grech, député sortant des travaillistes, puis Edward Scicluma, travailliste, David Casa, député sortant des nationalistes, et Joseph Cuschieri et Marlene Mizzi, comme députée-observatrice, tous deux candidats travaillistes.
Le 24e décompte permet à David Casa, député sortant des nationalistes, en recevant à peu près la moitié des voix de Marthese Portelli, de s'assurer maintenant d'un siège de député européen.
Le 26e décompte en répartissant les voix de Claudette Abela Baldacchino, travailliste, a replacé dans la course à une place d'éligible John Attard-Montalto, député européen sortant, qui jusque-là était en position difficile. En obtenant un transfert de voix, qui le place maintenant devant Joseph Cuschieri et Marlene Mizzi, il fait mentir les pronostics de la soirée précédente.

## Résultats
Le calcul du quota donne un total de voix de 41 362 pour être élu.
| Candidat                         |   | Parti                    |   | Voix   |   | Résultats |   | Député                  |
| -------------------------------- | - | ------------------------ | - | ------ | - | --------- | - | ----------------------- |
| Busuttil, Simon                  | - | Nazzjonalista            | - | 68 782 | - | 41 362    | - | élu au 2e décompte      |
| Jones, Cecil Herbert             | - | K.U.L. Ewropa            | - | 47     | - | 48        | - | éliminé au 3e décompte  |
| Spiteri, John                    | - | Azzjoni Nazzjonali       | - | 68     | - | 68        | - | éliminé au 4e décompte  |
| Bonnici, Nazzareno               | - | Partit tal-Ajkla         | - | 80     | - | 83        | - | éliminé au 5e décompte  |
| Attard, Reuben                   | - | Imperium Europa          | - | 78     | - | 85        | - | éliminé au 6e décompte  |
| Bezzina, Emmy                    | - | Alpha                    | - | 118    | - | 121       | - | éliminé au 7e décompte  |
| Seychell, Malcolm                | - | Azzjoni Nazzjonali       | - | 101    | - | 127       | - | éliminé au 8e décompte  |
| Zammit, John                     | - | Alleanza Liberali        | - | 189    | - | 208       | - | éliminé au 9e décompte  |
| Gauci, Mary                      | - | Libertas Malta           | - | 298    | - | 314       | - | éliminé au 9e décompte  |
| Arqueros, Yvonne Ebejer          | - | Alternattiva Demokratika | - | 567    | - | 609       | - | éliminé au 9e décompte  |
| Borg, Steve                      | - | Laburista                | - | 1 187  | - | 1 200     | - | éliminé au 10e décompte |
| Demicoli, Edward                 | - | Nazzjonalista            | - | 1 180  | - | 1 569     | - | éliminé au 11e décompte |
| Muscat, Josie                    | - | Azzjoni Nazzjonali       | - | 1 426  | - | 1 616     | - | éliminé au 12e décompte |
| Perici Calascione, Alex          | - | Nazzjonalista            | - | 1 345  | - | 1 741     | - | éliminé au 13e décompte |
| Camilleri, Maria                 | - | Laburista                | - | 2 031  | - | 2 163     | - | éliminé au 14e décompte |
| Cini, Rudolph                    | - | Nazzjonalista            | - | 1 761  | - | 2 539     | - | éliminé au 15e décompte |
| Micallef Stafrace, Kirill        | - | Laburista                | - | 2 692  | - | 2 849     | - | éliminé au 16e décompte |
| Portelli, Frank                  | - | Nazzjonalista            | - | 2 459  | - | 3 991     | - | éliminé au 17e décompte |
| Zammit, Christian                | - | Laburista                | - | 4 062  | - | 4 215     | - | éliminé au 18e décompte |
| Lowell, Norman                   | - | Imperium Europa          | - | 3 559  | - | 4 266     | - | éliminé au 19e décompte |
| Bedingfield, Glenn               | - | Laburista                | - | 4 982  | - | 5 693     | - | éliminé au 20e décompte |
| Deidun, Alan                     | - | Nazzjonalista            | - | 3 239  | - | 6 714     | - | éliminé au 21e décompte |
| Ellul Bonic, Sharon              | - | Laburista                | - | 6 051  | - | 7 058     | - | éliminé au 22e décompte |
| Cassola, Arnold                  | - | Alternattiva Demokratika | - | 5 235  | - | 7 514     | - | éliminé au 23e décompte |
| Portelli, Marthese               | - | Nazzjonalista            | - | 5 245  | - | 8 247     | - | éliminé au 24e décompte |
| Farrugia, Vince                  | - | Nazzjonalista            | - | 4 056  | - | 10 087    | - | éliminé au 25e décompte |
| Abela Baldacchino, Claudette     | - | Laburista                | - | 12 309 | - | 16 167    | - | éliminé au 26e décompte |
| Metsola Tedesco Triccas, Roberta | - | Nazzjonalista            | - | 5 880  | - | 20 859    | - | éliminé au 27e décompte |
| Casa, David                      | - | Nazzjonalista            | - | 6 539  | - | 56 519    | - | élu au 27e décompte     |
| Mizzi, Marlene                   | - | Laburista                | - | 17 724 | - | 23 099    | - | éliminé au 28e décompte |
| Cuschieri, Joseph                | - | Laburista                | - | 19 672 | - | 29 375    | - | élu au 29e décompte     |
| Attard Montalto, John            | - | Laburista                | - | 12 880 | - | 30 129    | - | élu au 29e décompte     |
| Scicluna, Edward                 | - | Laburista                | - | 24 574 | - | 39 250    | - | élu au 29e décompte     |
| Grech, Louis                     | - | Laburista                | - | 27 753 | - | 40 529    | - | élu au 29e décompte     |

## Composition de la délégation
Au deuxième décompte est réélu Simon Busuttil - député sortant du Parti nationaliste - avec 68 782 voix.
Au vingt septième décompte est réélu David Casa - député sortant du Parti nationaliste - avec 56 519 voix
Au vingt neuvième décompte est réélu Louis Grech - député sortant du Parti travailliste - avec 40 529 voix
Au vingt neuvième décompte est élu Edward Scicluna - candidat du Parti travailliste - avec 39 250 voix
Au vingt neuvième décompte est réélu John Attard-Montalto - député sortant du Parti travailliste - avec 30 129 voix
Au vingt neuvième décompte est élu Joseph Cuschieri - candidat du Parti travailliste - avec 29 375 voix comme observateur jusqu'à la ratification de traité de Lisbonne.
|  | Député                      | Parti                                                  | Affiliation               |
|  | --------------------------- | ------------------------------------------------------ | ------------------------- |
|  | Louis Grech*                | Parti travailliste (Partit Laburista) 4 sièges (+1)    | Parti socialiste européen |
|  | Edward Scicluna             | Parti travailliste (Partit Laburista) 4 sièges (+1)    | Parti socialiste européen |
|  | John Attard-Montalto*       | Parti travailliste (Partit Laburista) 4 sièges (+1)    | Parti socialiste européen |
|  | Joseph Cuschieri (décembre) | Parti travailliste (Partit Laburista) 4 sièges (+1)    | Parti socialiste européen |
|  | Simon Busuttil*             | Parti nationaliste (Partit Nazzjonalista) 2 sièges (=) | Parti populaire européen  |
|  | David Casa*                 | Parti nationaliste (Partit Nazzjonalista) 2 sièges (=) | Parti populaire européen  |